# Toyota Succeed
Toyota Succeed — пятидверный LAV, выпускаемый компанией «Toyota» с июля 2002 года. Производителем позиционируется как автомобиль для коммерческих перевозок небольших партий груза. Выпускается в двух вариантах: пассажирский и грузо-пассажирский. Пассажирский вариант комплектуется только автоматической коробкой передач и полуторалитровым двигателем 1NZ-FE. Грузо-пассажирский — также механической трансмиссией и дизельным двигателем.
В 2006 году был проведен рестайлинг автомобиля, был снижен расход топлива на 1,5 литровых 1NZ, до 6,25 литра (на 0,08л), проведены изменения в бортовом компьютере, был снижен выброс выхлопных газов на 50 %, был изменён коллер задних фонарей, был добавлен корректор фар
В Россию автомобиль официально не поставляется, поэтому распространён в основном в праворульном варианте в Сибири и на Дальнем Востоке.